# Безреактивный молоток

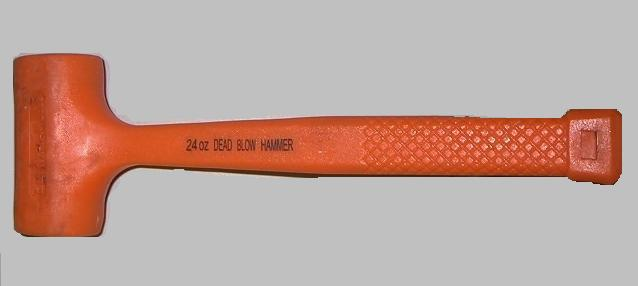
Безреактивный молоток весом 24 унции (0,684 кг)

Безреактивный молоток (иначе — безынерциальный, безоткатный, космический молоток) — специализированный молоток, небольшой ударный инструмент, основным свойством которого является отсутствие отдачи (реакции).

## Явление
При ударе молотком по какой-либо поверхности возникает отскок. При ударе выполняется закон сохранения импульса. Молоток в результате упругого удара двигается в противоположную удару сторону с тем же импульсом. Этот эффект в некоторых случаях может вызвать неудобства в использовании или технические и физические повреждения соседних элементов конструкции. Особенно ярко этот эффект проявляется в космосе — после удара обычным молотком будет отлетать не только молоток, но и использующий его космонавт.

## Конструкция
Ударная часть (боёк) космического молотка полая, в полость насыпаны металлические шарики. В момент удара шарики в нижней части ударника устремляются вверх, а верхние продолжают двигаться вниз. Трение между ними рассеивает энергию отдачи. Суммарно шарики должны иметь большую массу, но она не должна превышать половину массы всего молотка, чтобы сохранить ударные качества инструмента. Часто при изготовлении шариков используют свинец как материал с высокой плотностью. В качестве материала ударника часто используют высоколегированную антикоррозийную сталь. Помимо шариков наполнителем может служить иной сыпучий материал, например, дробь или песок.
Непосредственно для работ в космосе особое внимание уделяют не только ударной части, но и ручке молотка. Она должна иметь удобную форму для работы в жёстком скафандре, а также иметь возможность закрепления инструмента на карабине.

## Молоток в космосе
Молоток является одним из инструментов для проведения монтажных работ в открытом космосе. Это отражено во многих фильмах, например, «Салют-7» и «Армагеддон». И хотя в этих фильмах очень много художественного вымысла, молоток, действительно, используется часто — обычно в случае несовпадения размеров крепления и фиксаторов или для проделывания различных отверстий. Примечательными являются следующие случаи:
- На станции «Скайлэб» 19 июня 1973 года во время выхода в открытый космос Чарлз Конрад починил реле в неисправном регуляторе напряжения, постучав по корпусу молотком.
- 26 июля 1990 года Анатолий Соловьёв и Александр Баландин на станции «Мир» осуществляли внеплановый выход в открытый космос с целью обнаружить и устранить неисправность выходного люка. Проблема заключалась в одном деформированном кронштейне, на котором держится и открывается люк. Выровнять кронштейн удалось, используя ручку молотка в качестве рычага. Эти действия привели к тому, что люк смог закрыться, но не решило проблему.[уточнить]
- 7 января 1991 года уже другая экспедиция (Виктор Афанасьев и Муса Манаров) проводила ремонтные работы по замене петель люка. В данном выходе опять пришлось использовать молоток для демонтажа контровки, которая мешала ремонту[7].

В знаменитом эксперименте Галилея, проведённом на Луне Дэвидом Скоттом в рамках миссии «Аполлон-15», одновременно с одной высоты сбрасывался молоток и перышко. Молоток был геологическим, а не безреактивным. Он также очень сильно помог при проведении научных экспериментов.

## Использование на Земле
Такой молоток также используют на Земле в различных технологических процессах, где требуется проводить аккуратный ремонт без повреждения соседних деталей или поверхностей, например:
- При ремонте автомобилей такие молотки используют для работы с колёсами, для смещения застрявших деталей, устранении вмятин при выполнении ремонта кузова. Они позволяют контролировать использование силы удара при ремонте двигателя или коробки передач.
- При обслуживании гидравлических машин безреактивные молотки полезны для освобождения застрявших цилиндров без повреждения их прецизионных поверхностей[9].
- В металлообработке такой молоток используют для правильного пролегания заготовки к параллелям в тисках станка[10].
- Эти инструменты также используются в телекоммуникациях для укладки кабелей большого диаметра внутри кабельных трасс[11].